# Яель Даян
Яель Даян (івр. יעל דיין; 12 лютого 1939 — 18 травня 2024) — ізраїльська письменниця та політична діячка, депутат кнесету з 1992 по 2003 рік, була заступницею мера Тель-Авіва. Феміністка, антивоєнна та ЛГБТ-активістка, журналістка.
У 2013 році закінчила політичну кар'єру. Вона донька Моше Даяна і сестра Ассі Даяна та Уді Даяна.

## Життєпис
Народилася в Нахалале під час Британського мандата, є донькою генерала Моше Даяна та онукою Шмуеля Даяна.
Після служби в ЦАХАЛ вивчала міжнародні відносини в Єврейському університеті й біологію у Відкритому університеті.
З 1959 по 1967 рік мала тісні відносини з Мішелем Какоянісом. Тому проживала в Греції. Пізніше одружилася з Дова Сіону, у шлюбі народила двох дітей.

## Творчість

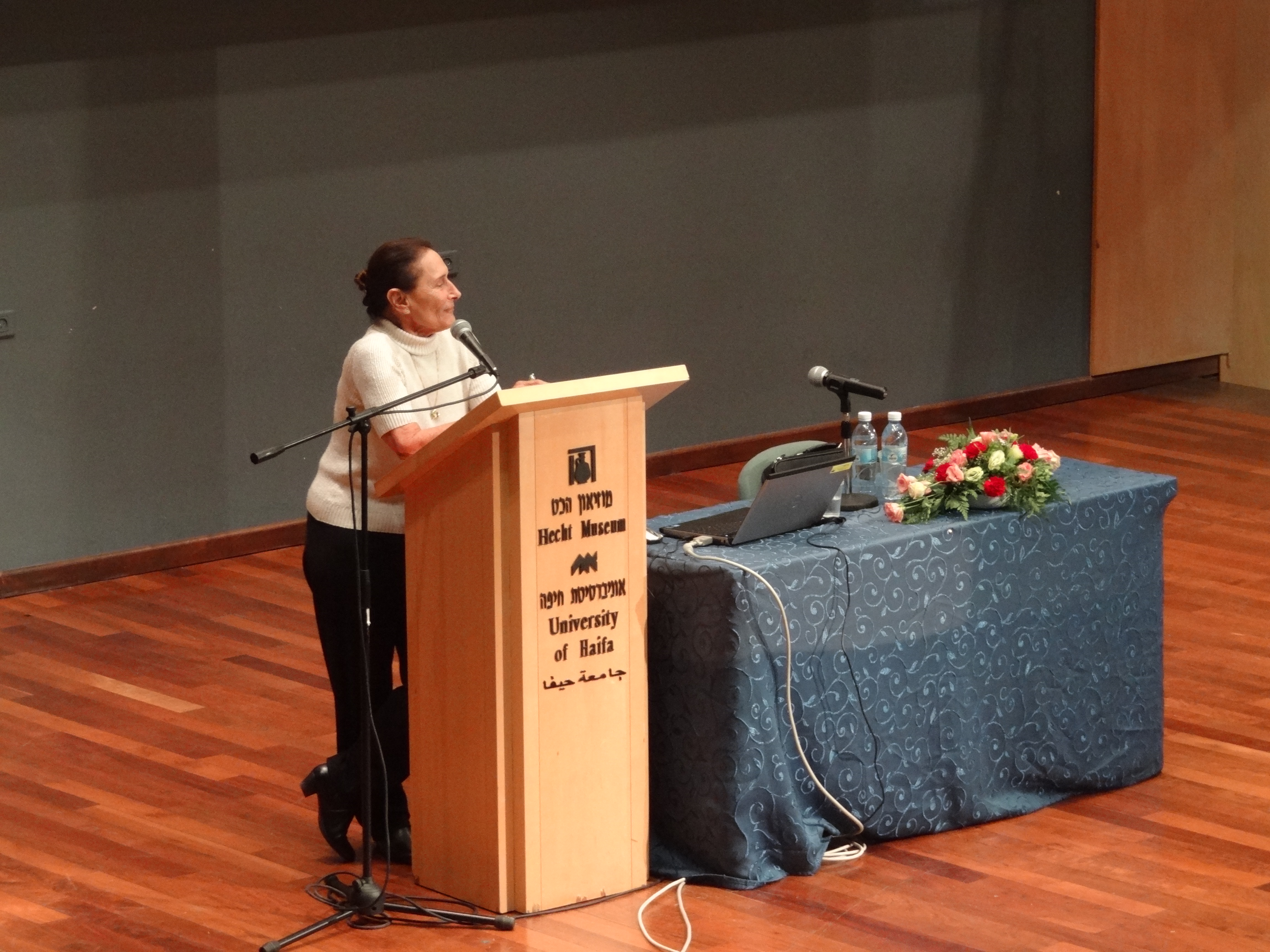
Лекція Яель Даян в Єврейському університеті у 2014 році

До початку політичної кар'єри була письменницею і працювала журналісткою. Її колонки друкували провідні ізраїльські газети: «Єдіот Ахронот», «Маарів», «Аль ха-Мишмар» і «Давар». Вона також опублікувала шість оповідань, спогади про Шестиденну війну та біографію батька, Моше Даяна.

## Політична кар'єра
Даян стала антивоєнною активісткою, очолила «Шалом ахшав», проводила по всьому світу лекції на теми миру і безпеки. В Ізраїлі вона також проводила кампанії на захист прав людини, жінок та ЛГБТ.
У 1992 році Яель Даян була обрана до кнесету від партії «Авода» і очолила комісію з прав жінок. Переобиралася в 1996 і 1999 роках (від блоку «Єдиний Ізраїль»).
Після поразки на виборах 2003 року залишила партію «Авода» і приєдналася до «Мерецу» Йосі Бейліна. Очолила список партії на муніципальних виборах в Тель-Авіві 2004 року. Тоді партія отримала 5 із 31 місця й увійшла до коаліції Рона Хульдаї. До 2013 року відповідала за соціальні служби міста. Мер міста Рон Хульдаї вважав за краще не включати Яель в список на вибори 2013 року, і вона закінчила свою політичну кар'єру.